# Papp Zoltán (orvos, 1965)
Papp Zoltán (Vásárosnamény, 1965. augusztus 10. –) magyar orvos, kardiológus, fiziológus, tanszékvezető egyetemi tanár, a Magyar Tudományos Akadémia doktora.
A debrecen Tóth Árpád Gimnáziumban érettségizett 1983-ban. 1989-ben szerzett orvosi diplomát a Debreceni Orvostudományi Egyetemen. 1995-ben PhD fokozatot szerzett a DOTE-n élettanból. 2004-ben habilitált a DOTE-n elméleti orvostudományokból. 2010-ben az MTA doktora lett.
2010 óta a DEOEC, Kardiológiai Klinika Intézet, Klinikai Fiziológiai Tanszék tanszékvezető egyetemi tanára.
Kutatási területe a szív-érrendszer kórtana, a szívizomsejtek kontraktilis funkciójának kvantitatív jellemzése, a kontraktilis erő fokozásának lehetőségei.